# Dòng sông huyền bí
Dòng sông huyền bí (Nhật: 天は赤い河のほとり / Sora wa Akai Kawa no Hotori: Anatolia Story; Anh: Red River) là một shōjo manga lịch sử cổ đại của mangaka Shinohara Chie. Truyện được Shogakukan xuất bản ở Nhật Bản và được cấp phép bản quyền VIZ Media tại Bắc Mỹ. Tại Việt Nam, manga được cấp phép cho nhà xuất bản Trẻ. "Anatolia Story" được phát hành lần đầu tiên ở Shogakukan's shoujo manga magazine Shoujo Comic. Năm 2001, truyện được nhận giải manga Shogakukan.

## Nội dung
Yuuri Suzuki - một nữ sinh trung học bình thường, sống hạnh phúc với gia đình ở Nhật Bản hiện đại. Gia đình cô gồm bố, mẹ và ba chị em gái, cô là con thứ 2. Một ngày nọ, Yuuri chợt phát hiện có điều gì đó không bình thường khi cô làm những việc có liên quan tới nước. Rồi Yuuri đột ngột bị đưa về Anatolia cổ đại bởi Nakia - một vị vương phi quyền năng và độc ác – bà muốn dùng máu cô để nguyền rủa các hoàng tử khác, thực hiện mục đích đưa con trai bà là hoàng tử út lên nắm vương quyền. May thay, trước khi bị lính của vương phi bắt được, cô đã gặp tam hoàng tử Kail và được anh cứu thoát. Kail hứa sẽ tìm cách đưa cô về thế giới của mình ngay khi có cơ hội. Tức giận vì vuột mất con mồi, Nakia ngấm ngầm lên kế hoạch triệt hạ cả hai. Trong khoảng thời gian bên nhau, Kail và Yuuri đã nhận ra họ không thể tách rời...
Truyện lấy bối cảnh ở triều đại vua Suppililiuma I khi đế quốc Hittite đang ở thời kì phồn vinh, giàu mạnh. Ở phương Đông thì chỉ kém Ai Cập, đất nước được trị vì bởi vị Pharaoh trẻ tuổi Tutankhamen. Có rất nhiều nhân vật và sự kiện lịch sử xuất hiện trong truyện, từ hoàng tử Kail Mursili, Sari Arnuwanda, và Zannanza cho đến vị hoàng tử của vương quốc Mitanni láng giềng xung quanh thành phố Kizzuwatna.

## Nhân vật

### Nhân vật chính
- Yuuri Suzuki (鈴木夕梨 Suzuki Yuuri?)

15 tuổi, nhân vật chính của bộ truyện, sống tại Nhật Bản thế kỉ 20, bị pháp thuật của vương phi Nakia đem về Hittite cổ đại (thế kỉ 14 TCN) nhằm trù ếm các hoàng tử. Cô có thân hình nhỏ nhắn, sở hữu một nét đẹp "vừa như thiếu niên, vừa giống thiếu nữ"; thông minh, linh hoạt, có kiến thức của thế kỉ 20 (như nhận ra sắt), bản chất đôn hậu, vị tha, dũng cảm. Trên chiến trường cô như 1 dũng tướng, 1 vị tướng thực thụ. Trong mắt người dân Hittite, cô là hiện thân của nữ thần chiến tranh Ishtar. Với bản tính tốt bụng, luôn hy sinh vì người khác, Yuuri rất được dân chúng của cả Hittite và một số quốc gia khác yêu quý, thậm chí còn hơn cả Kail. Yuuri khá hiếu động. Cô ăn mặc rất đơn giản (như thích mặc quần áo con trai khiến những người hầu thường xuyên đau đầu vì không biết phải trang điểm cho cô như thế nào) để dễ dàng tập luyện và hoạt động. Trong thời gian ở Hattusa, vì không muốn trở thành hòn đá vướng chân Kail, cô đã chăm chỉ tập luyện kiếm thuật, nhằm mục đích vừa có thể giúp đỡ Kail vừa có thể tự bảo vệ mình. Cuối cùng Yuuri cũng có thể tự mình chỉ huy quân đội, trở thành thủ lĩnh đội cấm vệ quân xuất sắc.
Yuuri quyết định ở lại với Kail đến cuối cuộc đời, từ bỏ gia đình và bạn bè (tập 14), một phần bởi vì mạch nước ngầm giúp cô trở về Nhật Bản hiện đại đã bị vương phi Nakia lấp mất. Ở tập 16, Kail đã bày tỏ với Viện Nguyên lão ý định lập Yuuri làm chính phi. Sau này cô đã trở thành vị vương phi duy nhất của Mursili II, cũng là Tawananna của đế quốc Hittite. Và Yuuri đã giúp đỡ rất nhiều cho chồng mình về mặt quân sự lẫn trị vì đất nước.
- Kail Mursili

Tam hoàng tử của đế quốc Hittite, con trai của vua Suppiliuma I và Tawananna đời thứ hai, vương phi Hinti. Anh là một con người đẹp trai, tài giỏi, khôn ngoan, phong lưu và cao thượng. Kail đã gặp Yuuri khi cô đang chạy trốn khỏi sự truy đuổi của quân lính. Nhờ có nụ hôn của Kail - một pháp sư có pháp lực cao mà Yuuri hiểu được tiếng nói ở đây. Kail thấy Yuuri không hề giống với những người con gái mà Kail đã gặp. Anh hứa sẽ giúp Yuuri tìm đường về đất nước của cô mặc dù Kail rất yêu Yuuri. Trong suốt một thời gian dài anh đã phải sống trong tâm trạng dằn vặt, vừa muốn Yuuri trở về để tránh khỏi sự ám hại của Nakia vừa muốn giữ cô lại bên cạnh. Kail đã bất đắc dĩ gọi Yuuri là nữ thần Ishtar để bảo vệ cô khỏi Nakia và đem cô theo ra chiến trường với mình, nhưng đồng thời Kail đã bắt đầu tin Yuuri là nữ thần thật sự vì những điều phi thường mà cô đã làm cho anh và đất nước của anh.
Kail cũng là 1 pháp sư có khả năng điều khiển gió và không khí, và là một trong rất ít người có khả năng khống chế được sức mạnh của Nakia. Anh có lòng trung thành với cha mình nhưng lại luôn bất hòa với người mẹ kế, vương phi Nakia. Ở tập 12, Kail đăng quang và trở thành Mursili II, vị vua anh minh và tài giỏi của đế chế Hittite.
- Vương phi Nakia

Xuất thân là công chúa của Babylon, sau này là Tawananna của đế quốc Hittite, vợ vua Suppililiuma, là một người đàn bà xinh đẹp nhưng đầy tham vọng và tàn nhẫn. Vương phi có sức mạnh điều khiển nước, và cũng nhờ chính sức mạnh đó của bà đã đưa Yuuri đến với thế kỉ 14 TCN. Nhân vật này được tạo ra dựa trên hình ảnh Tawananna thứ ba của vua Suppililiuma, tên Mal-Nikal.

### Nhân vật phụ

#### Hoàng tộc
- Hoàng tử Zannanza Hattusili

Em trai khác mẹ của Kail, mẹ anh vốn là tì nữ của vương phi Hinti, mẹ Kail. Mẹ mất sớm, anh được vương phi nuôi dưỡng, lớn lên cùng với Kail. Anh là một vị tướng tài giỏi của Hittite và là người em trai Kail yêu thương, tin tưởng nhất. Zannaza cùng với Kail được xem là cặp song hùng của Hittite. Lợi dụng tình cảm của Zannanza dành cho Yuuri, vương phi Nakia đã dùng nước tương tư khống chế anh, khiến anh bắt cóc Yuuri bỏ trốn nhằm gây mâu thuẫn giữa Kail và Zannanza cũng như gạch tên cả hai ra khỏi hoàng tộc. Zannanza đem Yuuri đến sát biên giới Hittite và Mitanni, tình cờ phát hiện Mitanni âm mưu tấn công Hittite. Yuuri tìm cách thức tỉnh Zannanza và quay lại tìm Kail tiếp cứu. Zannanza cùng Kail đã lập đại công cho Hittite trong cuộc đối đầu này với Mitanni. Về sau, Zannanza bị Nakia ám sát khi đang trên đường sang Ai Cập kết hôn với hoàng hậu Ai Cập sau khi Pharaoh Ai Cập mất.
- Hoàng tử Juda Haspasrupi

Là hoàng tử thứ sáu của vua Suppililiuma I với Vương phi Nakia. Trái hẳn với người mẹ độc ác và thủ đoạn, Juda là một cậu bé thông minh, tốt bụng và nhân hậu. Cậu rất được các anh trai yêu mến. Kail là người cậu sùng bái nhất. Cậu luôn mong muốn Kail trở thành vua của Hittite và luôn coi Yuuri như một người chị của mình. Ước mơ của Juda là sau này cậu có thể trở thành người phò trợ đắc lực bên cạnh Kail. Vốn là con người thánh thiện, nên cậu không hề nghĩ rằng một ngày nào đó cậu sẽ bị mẹ điều khiển để phục vụ cho âm mưu độc ác của bà ta. Sau khi thấy rõ mưu đồ của mẹ mình, cậu rất thất vọng và tự sát nhưng được cứu kịp. Sau này, trong một cơn tức giận cậu đã cố gắng giết mẹ mình trước khi có sự can thiệp của Kail và Yuuri.Cậu rất thích Alexandra. Khi lớn lên, cậu kết hôn với công chúa Alexandra và trở thành vua của Arzawa.
- Vua Suppililiuma I

Là vua của Hittite. Khi câu chuyện bắt đầu thì ông đã cao tuổi. Ông có tham gia một vài trận đánh với quân Mitanni và Ai Cập. Triều đại dưới sự cai trị của ông ấy rất phồn vinh và thịnh vượng. Sau này ông đã chết vì một cơn dịch sốt.
- Hoàng tử Napi Jazili

Là hoàng tử thứ năm của vua Suppililiuma I và là trị sự vùng Fumisini và là tổng chỉ huy tiền tuyến khi còn rất trẻ. Anh là một người mạnh mẽ, dũng cảm và rất quyết đoán. Trị sự của Fumisini gánh trách nhiệm nặng nề nhưng anh vẫn hoàn thành tốt công việc một cách xuất sắc (bảo vệ phòng tuyến sông Orontes). Không những vậy anh cũng là một người rất đặc biệt do có một bộ óc rất thông minh và sức chịu đựng cao mặc dù công việc cai quản Orontes rất nặng nhọc. Anh hi sinh trong một trận chiến với Ai Cập (bởi lưỡi kiếm của Ramses) nhưng cho dù vậy thì trong trái tim mọi người hình ảnh anh vẫn còn mãi.
- Thái tử Sari Arnuwanda*

Là thái tử của Hittite. Sức khỏe vốn rất yếu nên Sari Arnuwanda rất tin tưởng vào các em của mình, đặc biệt là Kail và Zannanza. Sau khi lên ngôi, ông có ý định muốn lập Kail làm người thừa kế của ông vì ông không có con. Sau này ông bị Urhi ám sát để đổ tội cho Yuuri.
- Hoàng tử Rois Telipinu

Là hoàng tử thứ hai của vua Suppililiuma với một người hầu gái. Ông ta không có tên trong danh sách những người kế thừa ngai vàng. Ông ta là trị sự của vùng Haled.

#### Kẻ thù
- Urhi Shalma

Là người hầu cận thân tín nhất của vương phi Nakia, giữ chức quan tư tế hoàng gia. Ông ta rất trung thành với Nakia (vì Urhi rất yêu Nakia), thường xuyên nhúng tay vào những âm mưu chống lại Kail và Yuuri. Urhi đã từng bị nghi ngờ là cha của hoàng tử Judal với vương phi Nakia nhưng vì Urhi là 1 hoạn quan nên sự nghi ngờ này bị xóa bỏ. Sau này Urhi tự sát.
- Thái tử Mattiwaza

Là thái tử của vương quốc Mitanni, con trai của vua Tushratta, em trai của Nefertiti. Ông là một dũng tướng tài giỏi, mưu lược, mạnh mẽ. Chính vì thái độ bạo tàn trong chiến tranh của ông mà mọi người gọi ông là "Hắc thái tử". Trong cuộc chiến với Hittite, ông bắt được Yuuri và đem về giam lỏng tại cung điện Mitanni nhằm uy hiếp tinh thần của quân lính Hittite. Ngay tại thủ đô của Mitanni, Yuuri đã chăm sóc những người bị thương và bị bệnh khiến cho người dân rất cảm phục. Khi vương quốc Mitanni bị tàn phá, vua cha bị lính sát hại, Mattiwaza đã thả tự do cho Yuuri, tự thoái vị và rời thành. Sau này ông được Kail phong làm vua của Mitanni và đã tham gia hỗ trợ Kail trong trận chiến với Ai Cập.
Yuuri đã tìm được chị gái của ông, Nefertiti, giờ đã trở thành nữ hoàng Ai Cập. Nefertiti vốn là chị ruột của Mattiwaza, sau bị gả bán sang Ai Cập. Miếng ngọc mà Mattiwaza thường đeo trên trán chính là tình yêu của ông ta dành cho chị gái của mình. Khi được tham gia trận chiến chống lại Ai Cập, Mattizawa đã không còn tình cảm nào với Nefertiti nữa. Sau này Yuuri đã đeo nó trên cổ như một kỉ niệm để nhớ đến ông hoàng này.

#### Người hầu
- Ba chị em tộc Hatti: gồm Hadi-chị cả và hai chị em song sinh Ryui-Shala là những tì nữ thân cận nhất của Yuuri. Nakia từng lợi dụng ba chị em để ám sát Yuuri bằng cách lừa gạt là Yuuri đã giết Tito-em trai họ. Thực chất Tito đã bị thuộc hạ của Nakia giết khi cố gắng bảo vệ Yuuri. Khi mọi hiểu lầm được hóa giải và Yuuri đã trả thù cho Tito, cha Tito-trưởng tộc Hatti đã trao lại quyền lãnh đạo bộ tộc cũng như bí quyết luyện sắt cho Yuuri. Ba chị em theo Yuuri về cung, trở thành những người hầu thân tín nhất của Yuuri. Yuuri luôn coi ba người như chị gái của mình.
- Tito: xuất hiện trong những tập đầu tiên của bộ truyện, là cậu bé phục vụ trong cung điện của Kail và là người hầu đầu tiên của Yuuri. Tito bằng tuổi và có ngoại hình rất giống em gái Yuuri ở thời hiện đại. Cậu là người thừa kế tộc Hatti, bộ tộc đầu tiên và duy nhất nắm được bí quyết luyện sắt, thứ kim loại cực kì quý hiếm ở thời đại này. Tito đã hy sinh để bảo vệ Yuuri. Để trả thù cho Tito, Yuuri đã chọn ở lại Hittite thêm một năm trước khi cô có cơ hội tiếp theo để có thể trở về nhà.
- Ursula: Cô có mái tóc đen, mắt đen, làn da trắng giống Yuuri, từng giả danh Yuuri theo lệnh của Nakia để hãm hại Yuuri và Kail, sau trở thành người hầu của Yuuri. Cô yêu Kash, đội trưởng đội chiến xa, nhưng từ bỏ ước mơ có một gia đình hạnh phúc với anh để minh oan cho Yuuri và vạch tội Nakia. Đó là vì cô còn có một ước mơ lớn hơn là nhìn thấy Kail trở thành một vị minh quân và Yuuri trở thành Tawananna ở bên Kail mãi mãi.
- Kikkuri: là người hầu thân cận nhất của Kail, luôn có mặt mọi lúc bên Kail (24/24). Tính tình rất cẩn thận và nhút nhát. Được gọi là người "đào hoa" vì khi viết chữ luôn đệm thêm một số chữ không biết có phải là ngôn ngữ Hittite hay không.

#### Quân sư và các tướng lĩnh của Kail
- Ilvani: quân sư và cũng là anh họ, một người bạn thân cùng lớn lên của Kail. Anh là người rất thông minh, cứng rắn và nghiêm khắc, là người rất hiểu Kail và cũng là cánh tay đắc lực của Kail. Phần phụ mục cuối bộ truyện cho biết sau này Ilvani trở thành quan đại thần, đứng đầu viện nguyên lão - cơ quan quyền lực lớn nhất Hittite cùng với đức vua và Tawananna.

```
(có lẽ sau khi cuộc chiến kết thúc Ilvani đã kết hôn với Hadi,trong quá trình Lucifer chuẩn bị đưa tử hình, để giải thích cho Yuuri về loại dây được sử dụng để buộc Lucifer trong án tử hình, Ilvani đã dùng buộc tóc của Hadi để giải thích, và có lẽ tình cảm của họ nảy sinh trước đó hoặc từ đây).
```

- Kash: đội trưởng đội chiến xa, là người yêu của Ursula, cả hai cùng có chung ước mơ phò tá Kail và Yuuri. Sau cái chết của Ursula, anh luôn nhớ đến cô và luôn giữ bên mình bím tóc của cô.
- Lucifer (Rufasa): Đội trưởng đội cung, anh yêu Yuuri và tôn thờ cô như một nữ thần, nguyện cống hiến cả sinh mạng cho Yuuri. Lucifer chết để bảo vệ Kail và Yuuri trước lưỡi dao của Nakia vào tập gần cuối cuối.
- Mettannamuwa: Là thủ lĩnh của đội bộ binh Hittite. Thẳng thắn, bộc trực, anh là chiến binh lão luyện và gửi cả đời mình trên chiến trường.
- Shubas: Là phó tướng của đội cung thủ. Anh xuất hiện lần đầu ở tập 13 khi chiến tranh giữa Ai Cập & Hittite đang diễn ra. Là một sĩ quan cao cấp, phục vụ trong đội quân số 2 tại Arzawa, dưới sự chỉ huy của Yuri. Lần đầu ra trận, nên còn thiếu kinh nghiệm, sau đó phải nhờ đến sự chỉ bảo của Kikkuri.
- Zora: Là phó tướng của đội bộ binh, bạn thân của Shubas. Mọi người từng nghĩ rằng Zora phản bội Hittite, bán tin tình báo cho Ai Cập, nhưng thực chất anh chỉ báo tin cho Vương phi Nakia.

#### Người Ai Cập
- Lamu Ramses

Ramses xuất thân từ một dòng họ quý tộc rất được coi trọng ở Ai Cập và cũng là một vị tướng giỏi, có vị trí quan trọng trong triều đình Ai Cập. Trong truyện, anh được giới thiệu là một người đặc biệt với đôi mắt 1 vàng 1 đen, thông minh, tài giỏi và có tham vọng lớn. Ramses tình cờ gặp Yuuri tại một nơi giáp ranh giữa Ai Cập và Hittite, khi cô đang bị thương và gần như sắp chết sau khi đoàn người của hoàng tử Zannanza bị Thái hậu Nakia sai người ám hại. Anh đã đưa Yuuri về Hittite. Sự thật là anh đã có cảm tình với Yuuri, anh thực sự cảm phục cô gái này và quyết tâm đưa được cô ấy về làm vợ anh. Do đó, anh đã 2 lần bắt cóc Yuuri nhưng đều không thành công.
Khi cuộc chiến giữa Hittite và Ai Cập chỉ vừa mới bắt đầu thì Yuuri phát hiện ra mình đang có mang với Kail. Cô đã xin Kail cho mình rút lui khỏi chức vị Thủ lĩnh cấm vệ quân để sinh con. Khi chiếc thuyền chở cô rời khỏi chiến trường Urhi sai người đánh đắm. Lucifer kịp cứu được Yuuri nhưng hai người đã lênh đênh trên biển một ngày trước khi họ gặp được một chiếc thuyền do người Ai Cập trưng dụng. Hai người được đưa về đất liền. Lucifer đã phải làm mọi cách để liên lạc với Ramses. Ramses nhận được tin và đã cố gắng tìm thầy thuốc giỏi chạy chữa cho Yuuri nhưng cũng không giữ lại được đứa con trong bụng cô. Sau đó Lucifer đã trốn khỏi Ai Cập & báo tin cho hoàng tử Kail rằng Yuuri chưa chết. Ramses và Yuuri đã thỏa thuận với nhau về một đám cưới giả để cô có cơ hội gặp mặt Thái hậu Nefertiti, mục đích cuối cùng là tìm ra bằng chứng phản quốc của Thái hậu Nakia vì cô - nhờ sự giúp đỡ của Ramses - đã khám phá ra rằng hai bà thái hậu này đã có liên lạc thư từ với nhau về tình hình nội bộ mỗi nước. Chẳng may Thái hậu Nefertiti đã ra tay trước, bà ta bắt Ramses, hứa sẽ cho anh làm Pharaoh nhưng Ramses từ chối thẳng thừng nên đã bị bà ta tra tấn. Yuuri lúc này đã gặp lại được Ilvani và ba chị em Hadi, Ryui, Shala. Yuuri đã lãnh đạo nô lệ Ai Cập nổi loạn để cứu Ramses. Trước khi Yuuri trở về Hittite, Ramses đã giúp cô tìm ra mật thư của nữ hoàng Nakia cho Thái hậu Nefertiti về tin tức của Kail.
Sau khi Ai Cập thua Hittite, anh đề nghị với Yuuri rằng hãy sinh con gái để sau này con trai anh có thể kết hôn với nó. Sau này Ramses là người chấn hưng vương triều thứ 19 của Ai Cập và trở thành Pharaoh Ramses I. Phần ngoại truyện cho biết cháu của Ramses, tức Pharaoh Ramses II, là vị Pharaoh xây dựng nên thời kì hoàng kim rực rỡ nhất trong lịch sử Ai Cập cổ đại.
Ramses là một nhân vật rất cá tính và độc đáo, được đông đảo độc giả yêu quý. Anh rất tài giỏi.
- Nepheruto

Một trong các em gái của Ramses. Cô rất xinh đẹp, thông minh, tốt bụng và rất mạnh mẽ. Ramses từng nói là cô là đứa em thông minh nhất trong các chị em, chính vì thế anh ghét cô nhất. Thật ra đó chỉ là một lời nói đùa, Nepheruto là cô em mà Ramses cưng nhất. Cô yêu Lucifer, đã đến gặp Kail để xin anh ban hôn cho cô và Lucifer nhưng khi chứng kiến cái chết của anh bởi nhát dao của Nakia, cô không còn vui vẻ như trước.
- Nefertiti

Vốn là công chúa của Mitanni, sau trở thành một nữ hoàng quyền lực & nổi tiếng của Ai Cập, thao túng cả triều đình Ai Cập lúc bấy giờ. Là chị ruột của thái tử Mattiwaza, trước khi bị ép gả qua Ai Cập, bà đã yêu em trai của mình. Bà kết hôn với Amenhotep IV (Akhenaten). Sau cái chết của Tutankhamen, bà đã ra lệnh cho con gái gửi thư yêu cầu Hittite phải đưa một trong số các hoàng tử đến Ai Cập để trở thành Pharaoh tiếp theo.
- Ankhesenamen

Là con gái của Nefertiti, đã kết hôn với Tutankhamen, Sau khi Tutankhamen chết, dưới sự sắp xếp của mẹ cô phải kết hôn với một trong số những hoàng tử của Hittite. Nhưng kế hoạch này không thành & sau này cô đã kết hôn với một vị tướng trong triêu đình Ai Cập, Ay.
- Ay

Là một vị tướng vô dụng, dựa vào tiền bạc mà được làm Pharaoh, sau này ông ta kết hôn với Ankhesenamen. Ramses luôn coi ông ta là một người cổ hủ của triều đình, chế giễu ông ấy khi đã kết hôn với một người đáng tuổi cháu của ông ta.

#### Các con vật
- Aslan: Con ngựa đen của Yuuri, nó chỉ chịu cho một mình cô cưỡi. Trong truyện, Aslan tỏ ra dễ thương và lém lỉnh.
- Shimshek: con chim ưng được Yuuri nuôi từ nhỏ, rất thông minh, được Yuuri dùng để chuyển thư hay báo tin,chính Shinshek đã cứu Lucifer khi thi hành án tử hình với anh.

#### Các nhân vật trong thế giới Nhật Bản hiện đại
- Gia đình của Yuuri: Gia đình của cô ở tại Nhật Bản thời hiện đại. Cô có ba mẹ, chị Marie em Eimi.
- Satoshi Himuro: Là ban cùng lớp cũng là người yêu đầu của Yuuri. Câu chuyện bắt đầu bằng nụ hôn đầu tiên của họ, họ vốn là một cặp. Trong ngày hẹn hò đầu tiên, Yuuri đã bị mất tích do Nakia kéo cô về Hittite cổ đại. Vài tháng đầu ở Hittite, Yuuri rất nhớ Himuro nhưng dần dần anh ấy cũng trở thành một kỉ niệm.

#### Các nhân vật khác
- Talos: Ông là tộc trưởng của tộc Hatti, là cha của các chị em nhà Hadi. Tộc Hatti là tộc nắm giữ bí mật về thuật luyện kim. Khi tận mắt chứng kiến Yuri lựa đúng và gọi đúng tên của chất liệu sắt, ông rất ngạc nhiên và khâm phục. Ông đã cùng với cả bộ tộc nguyện trung thành hết đời với Yuri và trao cả bí mật về thuật luyện sắt cho cô.
- Nadia: Cô là em gái của nữ hoàng Nakia. Cô rất yêu Hắc thái tử Mattiwaza và sẵn sàng làm tất cả vì anh ta. Nhưng Mattiwaza không yêu cô. Sau này, quân Hittite chiếm được Mitanni, khi Nadia đỡ cho Mattiwaza một nhát kiếm, anh ta mới nhận ra và chấp nhận tình cảm của cô. Hai người cùng rời bỏ Mitanni và ra đi.
- Guzel: Là con gái của người đứng đầu hội đồng trưởng lão, bị Nakia điều khiển & nói rằng con trai của cô chính là con của Kail. Cũng bởi vì cô là bạn thân của Kail và trước đây Guzel là người phụ nữ được Kail yêu chiều nhất trong số những người phụ nữ của anh. Sau này khi được giải độc, cô đã giải thích rõ ràng, đó là con của cô với một người hành khất. Đứa con của cô mang tên của hoàng tử Kail.
- Alexandra: Là công chúa đầu tiên của Arzawa (một tiểu quốc nhỏ nằm phía Tây Hittite). Cô là một cô gái xinh đẹp, dễ thương, thông minh và mạnh mẽ. Cô và hoàng tử Juda đã có tình cảm với nhau.